# 1850 no Brasil

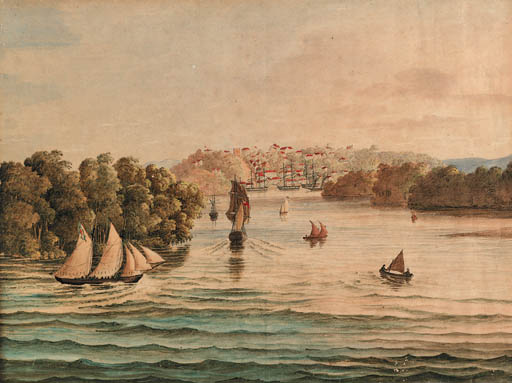
Imagem ilustrada de rio e caravelas.

Esta é uma cronologia dos fatos e acontecimentos de ano 1850 no Brasil.

## Incumbente
- Imperador – D. Pedro II (9 de abril de 1831-15 de novembro de 1889)

## Eventos
- 4 de setembro: É sancionada a lei n° 581, conhecida como a Lei Eusébio de Queirós, que extingue o tráfico de escravos africanos para o Brasil.[1]
- 5 de setembro: É sancionada a Lei nº 582, que cria a Província do Amazonas (a partir do desmembramento da Província do Grão-Pará)[2]
- 18 de setembro: É sancionada a Lei nº 601, conhecida como Lei de Terras, que determinou que as terras públicas seriam vendidas e não doadas, como ocorrera com as antigas sesmarias. Estabeleceu normas para legalizar a posse de terras, e procurou forçar os registos das propriedade. A legislação foi concebida como uma forma de evitar o acesso à propriedades de terras por parte dos futuros imigrantes.[3] A Lei de Terra desprezou o camponeses e oficializou o apoio do governo do Brasil aos latifundios.[4]

## Nascimentos
- 17 de janeiro: Joaquim Arcoverde, cardeal (m. 1930).

## Mortes
- 15 de janeiro: Manuel Inácio da Cunha e Meneses, militar e político (n. 1779).